# Sannong (socken i Kina, lat 23,87, long 108,01)
Sannong (kinesiska: 三弄, 三弄乡) är en socken i Kina. Den ligger i den autonoma regionen Guangxi, i den södra delen av landet, omkring 120 kilometer norr om regionhuvudstaden Nanning.
Genomsnittlig årsnederbörd är 1 772 millimeter. Den regnigaste månaden är juni, med i genomsnitt 297 mm nederbörd, och den torraste är februari, med 35 mm nederbörd.